# 梅德韋傑韋 (克羅列韋茨區)
51°38′54″N 33°20′24″E / 51.64833°N 33.34000°E
梅德韋德韋（烏克蘭語：Медведеве）是位於烏克蘭東北部的村莊，由蘇梅州科諾托普區的克羅萊韋茨市鎮負責管轄。該村分別距離赫列夏季克1.5公里和古巴里夫希納3公里，海拔高度138米，2001年人口21。